# Sandwich aux calamars
Le sandwich aux calamars (espagnol : bocadillo de calamares) est une spécialité culinaire très courante en Espagne, composée de calmars trempés dans la farine et frits dans l'huile d'olive, ou la version plus sophistiquée qui est tout ce qui précède plus une sauce tomate épicée et une mayonnaise à l'ail similaire aux patatas bravas. Il est généralement servi chaud, tout juste préparé.